# Russells Point
Russells Point – wieś w Stanach Zjednoczonych, w stanie Ohio, w hrabstwie Logan.